# Kalospinterokromatokrene
Kalospinterokromatokrene kallas ett slags fontän som är belyst med ljus i olika färger. Den ska enligt vissa källor ha konstruerades i mitten av 1800-talet genom att låta fotogenlampor skina genom färgat glas in i fontänen.
Ordet kalo-spinter-o-kromato-krene är bildat av de grekiska orden kalos ’skön’, spinther ’gnista’, chroma ’färg’, och krene ’källa’. Det återfinns endast i ett fåtal samtida referenser, bland dem uppslagsverket Nordisk familjebok (1884 och 1910). Det är inte säkert att det användes allmänt, i synnerhet som det framstår som mycket otympligt och konstruerat, och kan rent av ha varit ett akademiskt skämt. Erik Thyselius nämner i sin historieskildring Karl XV och hans tid kalospinterokromatokrenen som något som den svenska skämttidningen Söndags-Nisse presenterade för kung Karl XV, vilket stärker den misstanken. Selma Lagerlöf använder ordet i Ett barns memoarer. Ordet har dock fått viss spridning och blivit uppmärksammat i svenska medier, inte minst till följd av digitaliseringen av Nordisk familjebok genom Projekt Runeberg.
Under pseudonymen Kalospinterokromatokrene publicerade Gustaf Nerman 1897 framtidsskildringen Stockholm 1950.